# Abichtowie
Abichtowie – rodzina podniesiona do stanu szlacheckiego w Królestwie Polskim.
Bracia Adolf i Teodor Abichtowie otrzymali szlachectwo z urzędu ze względu na urząd jaki pełnił ich ojciec, Johann Heinrich Abicht, profesor Uniwersytetu Wileńskiego. W 1842 Adolf i Teodor oraz syn tego ostatniego Henryk zostali wpisani do ksiąg szlachty guberni wileńskiej.